# Kalle Einarsson
Kalle Bertil Georg Einarsson, född 10 april 2002 i Hägersten i Stockholm, är en svensk skådespelare.

## Biografi
Einarsson har spelat teater sedan barnsben och har studerat vid Södra Latins gymnasiums teaterutbildning 2018–2021 och vid Calle Flygares teaterskola 2009–2018. Han har bland annat medverkat i SVT:s TV-serie Vår tid är nu (2019), ungdomsserien Håll andan! (2021) samt i en av ICA:s reklamfilmer (2019).

## Familj
Einarsson är son till barnprogramsregissören Marie Lundberg samt äldre bror till barnskådespelaren Olle Einarsson. Hans morfar var den tidigare militären och kommunchefen Peter Lundberg.

## Filmografi (i urval)
- 2019 – Vår tid är nu
- 2019 – Icas reklamfilm
- 2020 – Håll andan! som rollfiguren Jonah[5]
- 2023 – Maria Wern (TV-serie, två avsnitt som Love Jonsson[6])